# Oberhof Lübeck

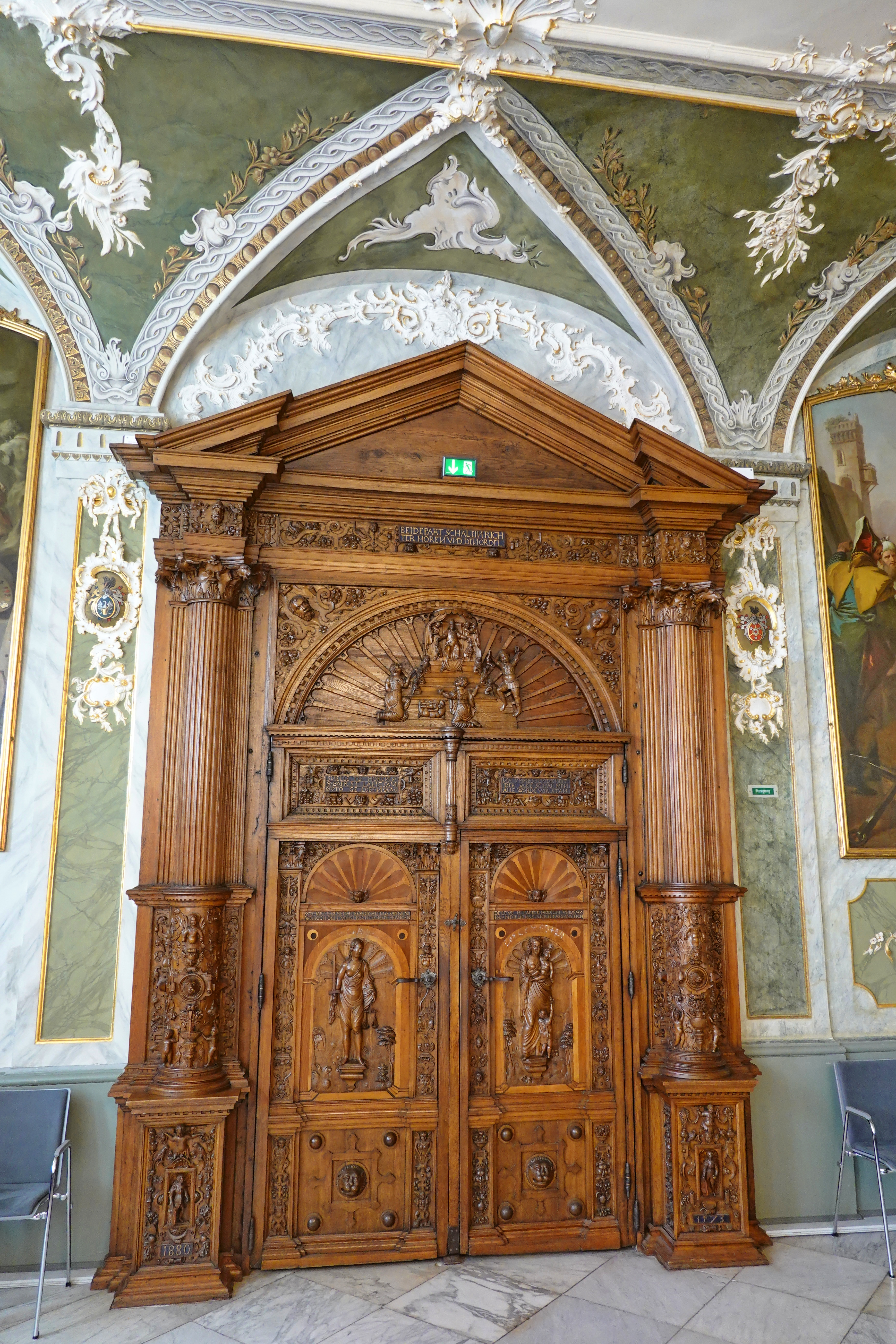
Geschnitztes Renaissanceportal im ehemaligen Verhandlungssaal des "Obergerichts", heute Audienzsaal des Rathauses, mit einer Justitia im linken Türflügel.
(Bild ist auf Commons annotiert)

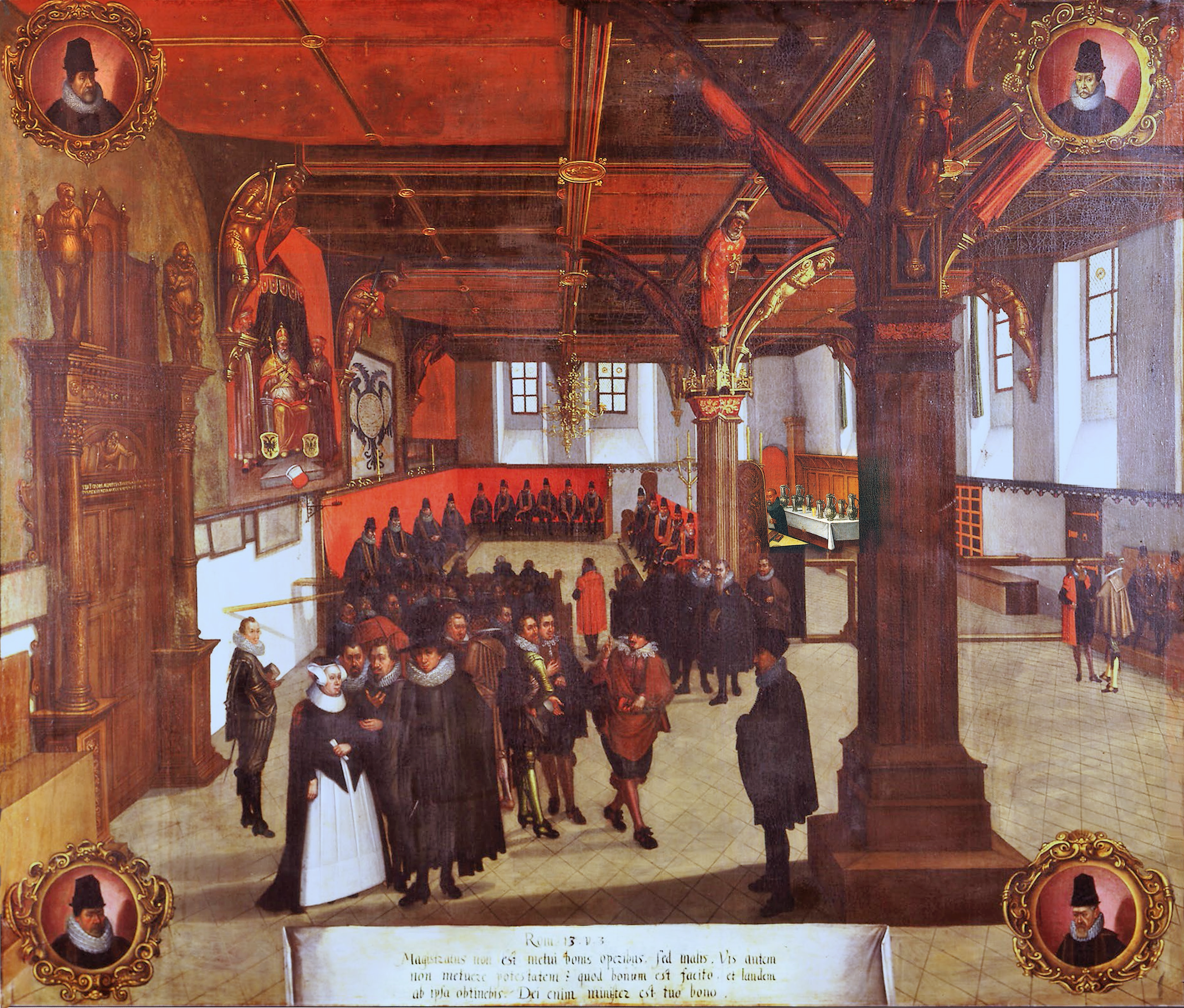
Der Lübecker Rat 1625 als Obergericht

Der Oberhof Lübeck war ein seit dem 13. Jahrhundert bestehendes Berufungsgericht, zuständig und offen für den zweiten oder dritten Rechtszug aus Städten mit Lübischem Recht, das bis in die Neuzeit in Zuständigkeitskonkurrenz zu den später entstandenen Territorialgerichten und deren Rechtszügen bestand. Daneben bestand seine Zuständigkeit auch in Fragen der Hansekontore im Ausland (Bryggen in Bergen oder hinsichtlich des Peterhof, aber auch für die sommerlichen Vitten bei der Schonischen Messe auf Falsterbo). Zur Kontrolle der Entscheidungen des Oberhofs der reichsunmittelbaren Hansestadt waren letztinstanzlich die obersten Reichsgerichte (Reichshofrat, Reichskammergericht) berufen, die teilweise über den konkurrierenden territorialen Rechtszug nicht erreichbar waren.
Der Oberhof als Spruchkörper war in Person identisch mit dem Rat der Stadt Lübeck. Entsprechend tagte er im Rathaus. Die Entscheidungen des Gerichts wurden von den Ratssekretären oder Ratssyndici im Niederstadtbuch festgehalten. Sie sind bislang bis zum Jahr 1500 von der Forschung dokumentiert und ausgewertet. Der Deutsche Orden unterlief die Lübecker Stadtrechtsverleihung wegen dieses Instanzenzuges mit der Kreation des Kulmischen Rechts und untersagte einigen Städten seines Territoriums den Rechtszug nach Lübeck. Für die Herzogtümer Schleswig und Holstein unterband der Herzog und spätere dänische König Friedrich I. im Jahr 1496 den Rechtszug nach Lübeck, indem er das Vierstädtegericht bestehend aus Ratsmitgliedern der Städte Itzehoe, Kiel, Oldesloe und Rendsburg schuf. In Mecklenburg und Pommern konkurrierte der Rechtszug am längsten recht lebendig mit den jeweiligen territorialen Rechtszügen zum Mecklenburgischen bzw. Pommerschen Hofgericht. Erst nach dem Dreißigjährigen Krieg schufen die Schweden 1653 für ihre territorialen Besitzungen auf dem europäischen Festland das Wismarer Tribunal mit einer für Wismar und Schwedisch-Pommern ausschließlichen Zuständigkeit aufgrund des an Schweden verliehenen Privilegium de non appellando illimitatum. Materiell sprach aber auch dieser frühneuzeitliche Gerichtshof unter seinem Vizepräsidenten, dem ehemaligen Stralsunder Syndikus David Mevius, Lübisches Recht, das im Zuständigkeitsgebiet dieses Gerichts als überliefertes Gewohnheitsrecht weiter galt.
Für Kleinstädte lübischen Rechts bildeten sich sogenannte Mittelhöfe in Anklam, Elbing, Greifswald, Reval und Rostock heraus, bei denen kostensparend und ortsnah in der unmittelbaren Umgebung Rechtsmittel eingelegt werden konnten, ohne dass dadurch der weitere Rechtszug zum Oberhof abgeschnitten wurde.
Der Lübecker Rat hat nach den tausenden von ausgewerteten Urteilen im Laufe seiner Tätigkeit für 33 Städte des lübischen Rechtskreises Berufungsentscheidungen erlassen.
Er war als mittelalterliches Gericht mit der Unterbrechung durch die Franzosenzeit  bis 1820 tätig und wurde dann aufgrund der Deutschen Bundesakte durch das Oberappellationsgericht der vier Freien Städte ersetzt, Richter des Oberhofs, wie Johann Friedrich Hach wurden durch das neue Gericht übernommen.

## Belege
1. ↑  Lübeckische Geschichte. 1989, S. 241: Memel, Dirschau, Hela, Braunsberg und Frauenburg
2. 1 2  Lübeckische Geschichte. 1989, S. 242.
3. ↑  Nach Nils Jörn: Lübecker Oberhof, Reichskammergericht, Reichshofrat und Wismarer Tribunal. … S. 373, wandten sich Kolberg, Kammin und Usedom an Greifswald. Und Köslin, Körlin, Stolp, Schlawe und Bublitz ihrerseits zunächst an den Rat von Kolberg.
4. ↑  In dieser Zeit trat der Kaiserliche Gerichtshof (Cour Impériale) in Hamburg an die Stelle des höchsten Gerichts und richtete nach Code civil.